# Torolutra
Torolutra — вимерлий рід хижих, що знайдений у таких країнах: Ефіопія, Уганда, Кенія (5 колекцій). Рід містить такі види: Torolutra ougandensis.